# Boussemghoun
Boussemghoun (em árabe: بوسمغون) é um município localizado na província de El Bayadh, Argélia. Segundo o censo de 2008, a população total da cidade era de 3 795 habitantes.